# Mirsada Burić
Mirsada Burić (ur. 8 kwietnia 1970 w Mihaljevići) – bośniacka lekkoatletka specjalizująca się w biegach długodystansowych, uczestniczka igrzysk olimpijskich w Barcelonie.

## Igrzyska olimpijskie
Wzięła udział w biegu na 3000 metrów podczas igrzysk w 1992 roku. W eliminacjach uzyskała czas 10:03.34 i zajęła 12. miejsce, które nie dało jej awansu do kolejnego etapu rywalizacji.  